# Star Wars Galactic Battlegrounds
A Star Wars Galactic Battlegrounds (röviden sokszor csak: Battlegrounds) egy számítógépes valós idejű stratégiai játék, (röviden RTS=Real Time Strategy), mely a Csillagok háborúja (a teljes "bi-trilógia") világában játszódik. A játéknak Star Wars Galactic Battlegrounds Clone Campaigns címen egy kiegészítése is megjelent.
A játék menete nemcsak a közös műfaji sajátosságok miatt emlékeztet az Age of Empires sorozatra, konkrétan a középkori témájú AoE II.-re, hanem szinte teljes egészében, minthogy a két szoftver ugyanazt a videójáték-motort (a Genie-t) használja. Vagyis a Battlegrounds egy kétdimenziós izometrikus grafikájú valós idejű stratégiai játék, amelyben a küldetések során civilizációt kell választanunk, négy korszakon át fejleszthető technológiákat kikutatnunk, épületeket és termelő- valamint katonai egységeket gyártanunk, melyekkel harcban kell legyőzni a többi – akár virtuális, akár emberi – játékost.

## Főbb elemek

### Nyersanyagok
A nyersanyagok a következők:
1. Étel (food). Az építkezést kivéve szinte mindenhez szükséges: az egységek (munkások és katonák) gyártása bizonyos ételköltséget igényel, ezen kívül a technológiák felfedezése (ide értve a korszakváltást is) szintén tetemes mennyiségű ételt emészt föl. Ezt a nyersanyagot részben a vizes területeken lévő hallelőhelyekről lehet munkásokkal (workers/fishers) vagy halászhajókkal (utility trawlers) kinyerni, részben munkásokkal (workers/foragers) bokrokról összegyűjteni, részben ugyanezekkel (workers/hunters/herders) állatokat (pl. bantha, kaadu, fambaa, eopie stb.) lehet leölni és húsukat a nyersanyaggyűjtő épületekbe (ételraktár, food processing centers) szállítani. Az étel nyerésének két "megújuló" módja is van (megújulón azt értjük, hogy nem merül ki, illetve ha ki is merül, újjáépíthető), nevezetesen 1). farmok építése és azon munkások (villagers/farmers) dolgoztatása, illetve 2). újdonság az Age Of Empires-hez képest az állatfarmok (animal nurseries) léte. Bizonyos típusú vadállatokat (a bantha és a nerf) be lehet fogni, és az állatfarmokba vagonírozni, ahol bizonyos, állandó sebességgel ételt fognak termelni.
2. Szén (carbon). Az étel mellett a másik alapvető nyersanyag, az Age Of Empires-beli "fa" megfelelője, az épületek építéséhez, illetve bizonyos egységek (hajók, nehézgépjárművek, és a közkatonaság) gyártásához nélkülözhetetlen. A szén egyedüli lelőhelyei a térképen található erdők, vagy a karbonitsziklák, melyek fáit vagy köveit a munkások (villagers/carbon collectors) feldolgozhatják és a raktárakba (carbon processing centers) szállíthatják.
3. Ore. Ez a nyersanyag pontosan ugyanazt a szerepet tölti be, mint az Age Of Empires-ben a "kő". E lila színű kristály a védelmi épületekhez (fal, erődök, városközpont, tornyok) szükséges, tárolóhelyéül az orefeldolgozó üzemek (ore processing centers) szolgálnak. Bizonyos technológiák kikutatása is igényli.
4. Nova. Zöld színű kristály, olyan szerepet tölt be, mint az AoE-ben az arany. Az erős, fejlett katonai egységek előállításának költségét és a technológiák felfedezését finanszírozhatjuk vele. Bányászattal és kereskedéssel (ld. Épületek/Űrkikötő) is hozzá lehet jutni, tárolása a novafeldolgozó üzemekben (nova processing center) történik. Ha lovagjaink összegyűjtik a térképen esetleg található ún. holokronok (Age Of Empires II. analogon: ereklye/relic) valamelyikét és a templomba viszik, akkor a templom elkezd lassan, de biztosan novát termelni.

A nyersanyaglelőhelyek ugyanúgy nem megújuló források, mint az AoE-ben (a farmolás két fajtáját kivéve). Az Age Of Empires I.-től eltérően, és az Age Of Empirs II.-hez hasonlóan minden nyersanyagfajtának külön raktárat kell építeni (ld. épületek).

### Diplomácia
Ez teljesen ugyanúgy működik, mint az AoE II.-ben, chatestül-mindenestül. A játék „Diplomacy” gombjára kattintás után megjelenő menüben a játékosoknak lehetőségük van a többi játékossal való viszonyok (szövetséges = ally, semleges = neutral és ellenséges = enemy) beállítására (a szövetséges egységek nem tudják megtámadni egymást, a semlegesek csak parancsra-kattintásra támadnak civil egységeket, de katonai egységeket automatikusan, az ellenséges játékosok katonai egységei automatikusan rátámadnak egymás civil és katonai egységeire is, ha azok a látókörükbe kerülnek).
Ha van űrkikötőnk (spaceport – ez AoE terminológiával nem más, mint a market, piac), akkor – szintén a Diplomacy menüpontban – lehetőség van a többi játékossal való nyersanyagcserére (tribute giving).
A diplomáciai beállítások nem feltétlenül kölcsönösek. A virtuális játékosok szerencsére sokkal kifinomultabban kezelik a diplomáciai beállításokat, mint az AoE I.-ben. Például a "barátságos tűz" nem okoz azonnali beállításváltozást. A chat rendszeren keresztül a szövetségeseinknek beépített, választható lehetőségként szereplő parancsokat is adhatunk (azonnali támadás, emlékműépítés stb.), ezeket, ha fennállnak a feltételek, meglehetősen megbízhatóan végrehajtják.

### Civilizációk
A játék során választhatunk vagy a gép meghatároz nekünk egy civilizációt is (A Battlegrounds-ban 6 db: birodalmiak, lázadók / felkelők, naboo-i királyság, gunganek, a Kereskedelmi Szövetség, vukik). A civilizációk egymástól főleg a megjelenítésben különböznek – ide értve a grafikát és a hangeffekteket is, de az ilyen, játékmenetet nem érintő különbségek mellett néhány, a stratégiát is érintő eltérés is van. A legfontosabbak az ún. speciális v. saját egységek (unique units), ugyanúgy, mint az AoE II.-ben; és bizonyos technológiák is eltérnek.
Ízelítő az egységekről:
| civilizáció neve                                        | Galaktikus Birodalom                                      | Kereskedelmi Szövetség                   | Lázadók Szövetsége                                                                    | Gunganek                                                             | Királyi Naboo                                             | vukik                                                                         |
| Erő-fajta                                               | Sith                                                      | Sith                                     | Jedi                                                                                  | Jedi                                                                 | Jedi                                                      | Jedi                                                                          |
| munkás                                                  | ASP-7-es droid                                            | OX-9-es droid*                           | R2-D5-ös droid                                                                        | glurrg* munkások                                                     | PKN-49-es droid*                                          | vuki munkás                                                                   |
| saját egységek                                          | 1). Sötét gárdista (dark trooper) 2. Kutaszdroid (probot) | Droidika (destroyer droid)               | T-47-es légisikló                                                                     | Fambaa pajzs                                                         | Királyi guarlara lovas (royal crusader)*                  | Vuki berszerker*                                                              |
| felderítő egység (scout mech)                           | 74-Z siklómotoros birodalmi motoros gárdista              | Siklómotoros B-1-es egység               | Légirobogós felderítő                                                                 | sürgegyík-lovas gungan*                                              | Udopal siklómotoros* felderítő                            | Humm siklómotoros* vuki felderítő                                             |
| 1-es típusú (könnyű) gépjármű (strike mech)             | AT-PT Egyszemélyes lépegető                               | STAP-os B-1-es egység                    | "Combat Speeder" páncélozott terepsikló*                                              | Kaadu tüzér*                                                         | V-19 "Gian" terepsikló                                    | "Sentinel" tank*                                                              |
| 2-es típusú (közepes) gépjármű (mech destroyer)         | AT-ST lépegető                                            | AAT tank                                 | RHT* tank ill. T3-B Heavy Attack Tank (az előbbi az utóbbivá fejleszthető a játékban) | Lerraa tüzér*                                                        | "Champion" típusú tank                                    | "Kas" tank*                                                                   |
| 3-as típusú (nehéz- v. ostrom-) gépjármű (assault mech) | AT-AT lépegető                                            | MTT csapatszállító jármű                 | A6-os "Turbo Tank" terepjáró                                                          | Fambaa tüzér                                                         | "Steadfast" tank                                          | "Battle Scythe" páncélos csapatszállító jármű*                                |
| légierő                                                 | TIE-vadász (vadászgépek) és TIE-bombázó (bombázók)        | ?                                        | Incom Z-95 „Fejvadász” vadászgép / X-szárnyú (vadészgépek) és Y-szárnyú (bombázók)    | Aiwha-lovas* (vadászgép) és Aiwha-lovas* (bombázó)                   | N1-es vadászgép (vadászgép) és NB-1-es bombázó (bombázó)  | "Agr" osztályú vadászgépek* (vadászgép) "Blade" osztályú bombázók* (bombázók) |
| fontos saját technológiák                               | olcsóbb kereskedés, AT-AT lépegetők fejlesztése           | olcsóbb kereskedés, építkezés és kutatás | gyalogság erősítése                                                                   | gyalogsági lőtáv, katapultok és ostrom-bestiák támadóereje növelhető | gyorsabb vadászgépek, erődben gyártott egységek olcsóbbak | olcsóbb gépjárművek, erősebb nehéztüzérség, önregeneráló biológiai egységek   |

(* jelöli a játéktervezők által kreált, más Star Wars termékben nem szereplő egységeket).
A Clone Campaigns c. bővítésben két új civilizáció is van (a Régi Köztársaság klónhadereje, ill. a Független Rendszerek Konföderációja).
Az Age of Empires I.-ből ismert civilizációs bónuszok és antibónuszokhoz hasonlóak ebben a játékban is megvannak, azonban stratégiai jelentőségük és észrevehetőségük a támadó- és védőegységek erősségének, számának növekedése és a beépített AI szkriptek miatt (amely sokkal nagyobb számban gyárt egységeket, és sokkal egyformábbakat) erősen csökkent. Itt nem a saját egységekről és saját technológiákról van szó (azok lényegesek), hanem a már játék elején is meglévő, beépített és megváltoztathatatlan eltérésekről, pl. hogy a birodalmiak 10%-kal gyorsabban építenek erődöt, vagy a kereskedelmi szövetségi munkarobotok lassabban bányásznak szenet, mint az átlag.
Ráadásul a nem patchelt verzió(k) útmutatóiban megjelölt bónuszok eltérhetnek a valós értékektől, amit csak az 1.1. számú javítócsomag állított helyre.

### Technológiák
A technológiák beépített egyszeri lehetőséget jelentenek egységeink fejlesztésére. Nyersanyagköltségük többnyire tetemes, de segítségükkel megnövelhetjük egységeink hatékonyságát. Két technológiatípust különböztethetünk meg:
1. Újfajta egységek felfedezése: Az AoE I.-től eltérően ez nem jellemző, hacsak magát a korszakváltást is nem tekintjük technológiának. Újfajta épületeket és egységeket kizárólag korszakváltással érhetünk el.
2. Régi egységek hatékonyabbá tétele: egyes technológiák megnövelik az épületek vagy katonák támadóerejét, a Jedi/Sith lovagok vagy a munkások mozgási sebességét vagy anyagszállítási kapacitását stb.

Akárcsak az AoE-ben, ha egy technológiát felfedeztünk, akkor a küldetés (scenario) végéig így maradunk (még akkor is, ha az épületet, melyben felfedeztük, vagy az összes hasonló épületet is, elpusztítják), de előfordulhat, hogy a küldetéssor következő küldetésében ismét elölről kell kezdenünk mindent. A technológiák előfeltételességi faszerkezetbe rendeződése sokkal kevéssé jellemző, mint az AoE sorozatban. A legtöbb technológia ill. egység elérésének feltétele szinte kizárólag a megfelelő épület megléte és a megfelelő korszak. Szinte egyetlen kivételként a lovasság képzése említhető, amelynek képzéséhez állatfarm (animal nursery) szükséges.
Bizonyos civilizációknak saját technológiáik is vannak, melyek mások számára csak akkor elérhetőek, ha a játék elején az erre szolgáló jelölőnégyzetet ("All Techs") bejelöljük. Ld. civilizációk.

#### Korszakok
Minden civilizációt végigfejleszthetünk négy "korszakon", pontosabban fejlettségi szinten (tech level I.-IV). A korszakváltás tetemes mennyiségű nyersanyagot igényel, viszont mindegyik lehetőséget ad újfajta épületek, fejlettebb egységek gyártására és új technológiák kidolgozására (a korszakok egyébként felfoghatóak egyszerűen a irányítóközpontokban kikutatható, központi jelentőségű technológiáknak is).
Bővebben ld. itt: Épülettípusok korszakok szerint.

### Épületek
Az épületeket csoportosíthatjuk a következőképp: 1). fejlettségi szint szerint vannak első-, másod-, harmad- és negyedszintű épületek; ti. hogy mely fejlettségi szinten építhetőek legelőször; 2). Funkció szerint vannak civil, katonai, és védekező épületek.
Egyik épület többszörös megépítésének sincs elvi korlátja, csak a nyersanyagok léte és az építkezési hely befolyásolja a számukat.

#### Épülettípusok korszakok szerint
| épülettípusok korszakok és funkció szerint | 1. szintű | 2. szintű                                                        | 3. szintű                                                                 | 4. szintű          |
| civil épületek                             | házak (prefab shelters) Feldolgozóközpontok (szén-, étel-, nova-, érc-) állatfarm (animal nursery) farmok (farms) energiamagok (power cores) | űrkikötő (spaceport) hadiközpont (war center)                    | K+F-központ (research center) irányítóközpont (command center)            | emlékmű (monument) |
| katonai épületek                           | barakk (troop center) kikötő (dock) | járműgyár (mech factory) Templom (Jedi/Sith Temple)              | ostromgépgyár (heavy weapons factory) légibázis (airbase) erőd (fortress) | -                  |
| védekező épületek                          | őrposzt (sentry post) könnyűfal (light wall)                                                                                                 | őrtorony (light turret) fal (medium wall/heawy wall) kapu (gate) | pajzsgenerátor (shield generator)                                         | -                  |

#### Épületek funkció szerint
Megjegyezzük, a játékkészítők következetessége vitatható, ha az utóbbi csoportosítási szempontot tekintjük, hiszen a védekezésre képes városközpontot pl. a civil épületekhez sorolták, a termelést is végző kikötőt pedig a katonai épületekhez; míg a hadikutatást végző war centert a civil épületekhez. Katonai épületeknek csak azok számítanak, amelyekben katonák vagy harcoló egységek gyárthatóak, nem azok, amelyeknek bármiféle szerepük van a harcban.
1. Civil épületek:
  1. Házak (prefab shelters): 1. szintű épület. A játék civilizációnk létszámát 50 (ill. a beállítástól függően akár 200) főre korlátozza. Ezen a korláton belül a házak biztosítják népességünk fenntartását: új ház építése szükséges 5 új egység (akár hajó, akár munkás, vagy katonai egység) fenntartásához (ilyen funkciója a városközpontnak is van).
  2. Az irányítóközpont (command center): 3. szintű épület, az összes épületek közül a legalapvetőbb, az AoE-beli városközpont (town center) megfelelője, amely mindenféle nyersanyagtárolásra is szolgálhat, és az egyetlen hely, ahol munkásokat gyárthatunk. A munkások mellett az organikus (biológiai) egységek sérüléseit gyógyító orvosok is itt képezhetőek, valamint itt lehet új fejlettségi szintre lépni. Ha legalább két munkás tartózkodik benne, akkor képes védekezni a közelítő ellenség ellen. A benne tartózkodó munkások számának növekedésével védekező ereje is jelentősen megnő.
  3. A raktározó épületek: 1. szintű épületek. Kizárólag nyersanyagtárolásra jók (illetve bennük a nyersanyaggyűjtést gyorsító egyes technológiák is kikutathatóak). Négy fajtája: az élelemfeldolgozó, a szénfeldolgozó, a novafeldolgozó, és az orefeldolgozó központ. Bizonyos küldetésekben másféle néven és grafikával is szerepelhetnek, de szerepük ugyanaz.
  4. Állatfarm (animal nursery): 1. szintű épület, tulajdonképp speciális, ötödik fajta raktárnak is felfogható, amely a befogott állatokat gyűjti össze. Ha van a pályán bantha vagy nerf, akkor ezeket meg kell találni és az állatfarmban el lehet elszállásolni, az állatfarm ilyenkor automatikus és egyenletes élelemtermelésbe kezd. Egy állatfarm tíz állatot tud befogadni, minél több állatfarm van minél több raktározott állattal, annál gyorsabban termelődik az élelem. Bizonyos, itt kikutatható technológiák növelik az élelemtermelés sebességét. A lovasság képzéséhez előfeltételként legalább egy állatfarm szükséges (nem kell "lakottnak" lennie, üres is lehet), bár a lovasság maga nem ebben az épületben, hanem a barakkban képezhető.
  5. Az áramfejlesztő pózna (power core): 1. szintű épület, egy kis méretű és olcsó oszlop, ami az épületeket látja el árammal. Igazából csak a pajzsgenerátorok működéséhez feltétlenül szükséges, bár a virtuális játékosok drágasága (200 szén) ellenére nagyjából rácsszerű rendben rengeteget építenek belőle (valószínűleg azért, mert a gyenge és így felesleges őrpózna helyett használják). Bár nem létszükséglet a legtöbb épület számára, hogy egy ilyen pózna hatósugarában legyenek, azonban ha beleesik, az épület működésének hatékonysága megnégyzereződik. Az áram nélküli épületek az egységek vagy technológiák kifejlesztését negyedannyi sebességgel végzik.
  6. Űrkikötő (spaceport): 2. szintű épület, teljes egészében az AoE sorozat (különösen a II.) piacának (market) megfelelője. Lehetőséget ad nyersanyagok cseréjére (pl. egy játékos élelmét novára cserélheti, bár nem egy másik játékossal, hanem a játék "nyersanyagbankjával"), nyersanyagok juttatására másik játékosnak (tribute), és kereskedőhajók építésére, melyek novát termelnek, ha van egy másik szövetséges vagy semleges játékosnak elérhető piaca.
  7. Hadi fejlesztőközpont (war center): 2. szintű épület; Szerepe nagyon hasonló a fejlesztőközpontéhoz, de míg ott a védelmi épületeket lehet fejleszteni, itt a katonai egységek páncéljait. Az AoE II.-beli kovácsműhely (blacksmith) felel meg neki (illetve az AoE I.-beli piac, market, ha csakis a kikutatható technológiákat vesszük figyelembe).
  8. Fejlesztőközpont (research center): 3. szintű épület. Egységek nem képezhetőek benne, kizárólag technológiai fejlesztésekre szolgál. Az AoE 1.-beli kormányzói palota (government center) megfelelője. A Battlegrounds világában főleg az épületek védekező lehetőségeit (pl. a páncélzatot és a hatótávot), valamint a termelés sebességét növelő technológiákat kezel.
  9. "Emlékmű" (monument): 4. szintű épület. Az AoE-beli "csoda" (wonder) megfelelője, azonban az ottaninál jóval kisebb – gyakorlatilag zéró – szerepet játszik (legalábbis a küldetésekben és a legtöbb random map játéktípusban).
2. Katonai épületek:
  1. barakk (troop center): 1. szintű épület, amely négyféle egységet gyárt (ld. egységek/gyalogság): a gyalogságot, a lovasságot, a légelhárítókat és a tüzéreket.
  2. A kikötő (dock) 1. szintű épület. Csakis a földterületek és vizek határára építhetőek, a halászhajók (utility trawlers), az egységeket szállító hajók (transport ships), és hadihajók (cirkálók, rombolók, és fregattok) gyártásához kell.
  3. gépjárműgyár (mech factory): 2. szintű és minimális orekristályt igénylő épület, a gépesített egységeket (illetve ezek egy részét) gyártja, szintén négyfélét: a felderítőket, a kis gépjárműveket, a gépjárműromboló gépjárműveket és az ostromgépjárműveket. Részben az AoE I.-beli akadémiának feleltetheő meg, bár a szituáció – láthatóan – sokkal bonyolultabb, hiszen az akadémia egyféle egységével szemben a gépjárműgyár rengetegféle dolgot gyárt; részben pedig az AoE ostromgépgyárainak (siege workshops), hiszen a romboló- és ostromgépjárművek az AoE ballistáihoz is hasonló szerepűek.
  4. légibázis (airbase): 3. szintű és minimális orekristályt igénylő épület, a repülő járművek: vadászgépek, bombázók és szállítóhajók gyártására szolgál. Ilyen az AoE I.-III.-ban nincs ... a légi hadviselés, amelyet a vukik, a lázadók és a nabboiak előszeretettel és sokszor hatékonyan alkalmaznak, jóval változatosabbá teszi a harcot az AoE csatáihoz képest.
  5. nehézfegyvergyár v. ostromgépgyár (heavy wepons factory) 3. szintű és minimális orekristályt igénylő épület, a nehéztüzérség képzéséhez szükséges. Háromféle egységet képez: 1). a faltörő kos szerepét betöltő lézeres épületrombolókat (pummel), 2). nehézágyús gépjárműveket (artilery), azaz nehéztüzérséget (AoE: "katapultok"), valamint 3). légvédelmi nehéztüzérséget (anti-air mobiles).
  6. Templom (temple): 2. szintű és minimális novakristályt igénylő épület. A templomban az Erővel bánni tudó egységeket képezhetünk, akik nemcsak félelmetes erejű harcosok, de térítő (converting) képességük lehetőséget ad rá, hogy egy ellenséges egységet a magunk oldalára állítsunk; mindkét funkciójukban a hadviselésnek is fontos részei. A vukik, gunganek, felkelők és nabooiak fénykarddal küzdő Jedi padavanokat, lovagokat és mestereket tudnak képezni, míg a birodalmiak és a kereskedelmiek ezek sith megfelelőit.
  7. Erőd (fortress): 3. szintű és tetemes (550 egység) mennyiségű orekristályt igénylő épület. AoE III. megfelelője a kastály (castle). Képes védekezni az ellenséges egységek támadása ellen, még üresen is, de ha munkások vagy katonák tartózkodnak benne, akkor azok számával együtt a védekező erő is nő. Különösen hatékony a légitámadások ellen. Háromféle egység (a saját egységek, a fejvadászok és az ostromágyúk) gyártására képes. Bizonyos, általában (de nem kizárólag) a saját egységekkel kapcsolatos technológiák kikutatására is szolgál.
3. Defenzív épületek:
  1. Falak. Két teljesen eltérő fajtája van, az 1. szintű és nem fejleszthető könnyűfal (light wall) és a 2. szintű és akár erőtérrel védett fallá is fejleszthető közepes fal (medium wall, heavy wall, shield wall).
  2. Kapu (gate): 2. szintű épület, amely a közepes falhoz hasonló, de a saját, semleges és szövetséges egységek át tudnak járni rajta. A fallal együtt lehet fejleszteni.
  3. Őrpózna (sentry post): 1. szintű épület; minimális orét igénylő oszlop, amelynek hatására a köd feltárul és egy adott területen minden mozgás látható lesz.
  4. Őrtorony (light turret): 2. szintű és elég sok (kb. 100) orekristályt igénylő épület, amely képes lövedékeket kibocsátani a közelítő ellenség felé, és a lovasságot, az ostromgépeket meg a bombázókat kivéve minden egység támadásainak hatékonyan áll ellent. Fejleszthető (medium turret, advanced turret) és 5 db. munkás vagy gyalogos befogadására képes, melyek a támadóerejét megnövelik.
  5. Légelhárító torony (anti-air turret): 3. szintű és elég sok (kb. 100) orekristályba kerülő épület, amely képes az őrtornyok által nem látott légierő elpusztítására. Fejleszthető (medium, advanced stb.).
  6. Pajzsgenerátor (shield generator): 3. szintű és sok (kb. 200) orekristályba kerülő épület, amely megsokszorozza a hatósugarában lévő épületek és egységek páncélzat pontjait. Működéséhez szükséges, hogy egy áramfejlesztő pózna (power core) hatósugarában legyen.

Egyes küldetésekben másféle, nem központi szerepű épületek is megjelenhetnek (mint pl. a Birodalom visszavág ionágyúja ...).

### Egységek
Az egységek megjelenésének sokszínűségére még az AoE II.-nél is nagyobb gondot fordítottak a tervezők. Nemcsak a saját egységek megjelenése tér el civilizációnként, hanem az összes egységé, ide értve a közkatonákat és az összes épületet is. Az AoE II.-höz hasonlóan nemcsak minden egység az adott civilizációra jellemző nyelvet vagy fordulatokat beszéli, de csak rá jellemző hangeffekteket is használ, amelyek megegyeznek a filmekben hallhatókkal – így pl. a Tie vadász hajtóműve teljesen más hangot ad, mint egy X-szárnyúé, és a pilóta is másképp nyugtázza a parancsokat.
Az egységek legkézenfekvőbb módon civil és katonai, ill. vízi szárazföldi típusúakra oszthatóak.
1. Civil egységek:
  1. Munkások: ők végzik a nyersanyaggyűjtést, és ők építik az épületeket. Harcolni is képesek, de támadó erejük a katonai egységekéhez képest igen csekély. A munkásaink általában robotok (kivéve a gunganeket és vukikat), pl. a felkelők dolgozói R2-es droidok.
  2. Orvosok: Jobbára orvosdroidok. Kizárólag gyógyítani képesek. Ezt automatikusan végzik, ha sérült saját vagy szövetséges egység van a közelükben.
  3. Halászhajók: nevük a játékban utility trawler. Megújuló élelemforrás (az AoE II.-es halcsapdához hasonló) építésére is képesek.
  4. Szállítóhajók: Nevük transport ship. Fejlesztéstől függően 5-10 egységet szállítanak vizes területeken át.
  5. Légiszállítók: nevük air transport. Maximum 5 egységet tudnak szállítani. Általában gyorsabbak, mint a szárazföldi egységek. Jelentőségük főleg az, hogy képesek áthatolni a szárazföldi egységek által járhatatlan sziklákon, vizeken és falakon.
  6. Kereskedőjárművek (cargo ships): Két különböző játékos űrkikötője közt ingázva novát szállítanak haza (hogy egyszerre hány egységnyit, az az űrkikötők kapacitásától függ). E kis kapacitás miatt a kereskedés (ti. a novatermelés sebessége) elég lassú, ha az űrkikötők távol vannak, ha viszont egymáshoz közel esnek, akkor számottevő haszon származik belőle. A falakon és sziklákon nem tudnak áthatolni, de a vízzel vagy űrrel kitöltött térrészeken igen.
2. Katonai egységek.
  1. Hadihajók: Négy típusuk van. A fregattok (frigates) gyorsak és lőni képesek, bár szárazföldi egységek ellen gyengék. A rombolók (destroyer) csak közelharcban használhatóak, sérülékenyek, de hajók ellen nagy a pusztító erejük. A cirkálók (cruiser) pedig a vízi nehéztüzérség, nagy hatótávolságú és nagy pusztító erejű, de sérülékeny és közelharcra használhatatlan fegyverek. Végül vannak légvédelmi hajók is (anti-air ships), amelyek csak repülőgépek ellen használhatóak, de ellenük nagyon hatásosak (sokkal inkább, mint a földi légvédelmi egységek).
  2. Katonaság: A barakkban kiképezhető egységek. Ennek formái a gyalogság és lovasság, a légvédelmi gyalogság és a könnyű tüzérség. 25 egységnyi élelembe és 35 szénbe kerül a könnyűgyalogság, négy erősségi formája az újonc (recruit), a gyalogos közkatona (trooper), a nehézgyalogos (heavy trooper) és végül a gyorstüzelő lövész (repeater trooper). A játék elején általában ők adják egy sereg gerincét, később általában már csak az ellenséges lovassággal való elbánásra jók. A lovasság élelembe és novába kerül, három erősségi formája van: a könnyű-, a nehéz-, és az elit (light, heavy, advanced). Ők lángszóróval küzdenek, tehát csak közelharcra jók, ezen belül is főleg az épületek, illetve a lassabb gépjárművek ellen érdemes bevetni őket. Két erősségi formája van a légvédelmi gyalogságnak és a könnyűtüzérségnek avagy gránátosoknak (grenade troopers): könnyű- és nehéz-. A légvédelmi gyalogság a barakkegységek között az egyetlen, amelyik védekezni tud a repülők ellen. A gránátosok a dokumentáció szerint hődetonátorokat hajigálnak (illetve aknavetőszerű fegyverekből lövöldöznek) az ellenségre. A virtuális játékosok ritkán használják őket (talán amiatt, mert harcban lassúak, és a saját egységekben is kárt tesznek). Ráadásul hasznukhoz képest elég drágák. A gránátosok igen hatékonyak a gépjárművek és a pajzzsal védett egységek ellen, és meglehetősen nagy a lőtávolságuk. Épületek ellen nagyjából ugyanolyan mértékben hatékonyak, mint a normál gyalogság.
  3. Gépesített erők: Ezek a gyalogságnál drágább, de erősebb egységek. Nevük mechs, őket a gépjárműgyár (mech factory) képzi. Négy fajta gépjárművet gyárthatunk, mindegyiknek két fejlettségi típusa (könnyű és nehéz) van; az egyik fajta a felderítő (általában siklómotoros egységek), ezek nagyon gyenge harcosok, de nagyon gyorsak. A másik három fajta jármű egyre erősebb védő-és támadófegyverekkel rendelkezik, viszont egyre drágább és kevésbé mozgékony: az 1-es típusú gépjármű (strike mech) a leggyorsabb és leginkább hasonlít a gyalogsághoz, de jóval hatásosabb ellenük, mint a gyalogság, a 2-es típusú jármű (mech destroyer, azaz gépjárműromboló) már egy gyalogos katonát is szállíthat, a gyalogság ellen nagyjából ugyanolyan hatásos, de az 1-es típusú járművet is könnyedén elpusztítja, végül a 3-as típusú páncélozott járművek (assault mech, azaz roham- vagy ostromjárművek) mozgó erődítmények, lassabban mozognak, lassan tüzelnek, és nagyon-nagyon drágák, de nagy pusztító erejűek (egy lövéssel húsz-harminc gyalogost és 1-es típusú járművet is eltörölnek a föld színéről, de az épületeket is jóval gyorsabban rombolják, mint a legfejlettebb nehéztüzérség); és páncéljuk is erős. A gépesített járművek jó ellenszere a megfelelően védett nehéztüzérség, még jobb a légierő, legjobb pedig az assault mech. Az assault mech-ek ellen például több mech destroyerrel lehet védekezni, de légierővel is.
  4. Légierő: Vadászgépekből és bombázókból áll. A vadászgépek a katonaság, a bombázók az épületek ellen hatásosak. A légierő támadó ereje relatíve gyenge, viszont nagyon gyorsan mozog, és légvédelem nélkül nem lehet ellene védekezni. Páncélozott és/vagy légvédelemmel ellátott csapatok ellen csak nagyobb tömegű, minimum négy, de inkább hat-tíz repülő tud szembeszállni. Még egy hátránya, hogy bizonyos civilizációk esetében (mint pl. a K. Sz.) iszonyatosan lassan készül.
  5. Nehézfegyverek: két fő fajtája az ágyús gépjármű (artilery) illetve az önjáró ágyú (cannon). A kettő közötti különbségek: a tüzérjármű olcsóbb (ára 150 szén és 90 nova), gyorsabb, mozgékonyabb, de pusztító ereje kisebb. Az ostromgépgyárban készül. Az erődökben lehet jóval drágább (200 szén, 200 nova) önjáró ágyúkat készíteni, ezek az AoE II.-beli szuper kőhajítógép, a trebuchet tökéletes megfelelői. Drágák, lassúak, sérülékenyek, csak nagy távolságokra hatásosak, viszont az épületeket nagyon gyorsan lerombolják. A trebuchet-hez hasonlóan ki-be kell csomagolni őket, hogy önjáró ágyúból tüzelő ágyú üzemmódra váltanak, ami bizonyos időbe telik (általában pont annyiba, amennyi az elpusztításukhoz elegendő). A nehézfegyverek közé tartozik még két, a tüzérséghez hasonlóan a nehézfegyvergyárban készíthető jármű. A légvédelmi járművek (anti-aircraft vehicles) olyan, a légvédelmi gyalogságnál erősebben páncélozott egységek, melyek elpusztítják az ellenséges repülő járműveket. A faltörő(koso)k (pummels) – jobb szóval nemigen fordítható e fegyvernem neve – erősen páncélozott járművek, melyek lézeres (hegesztőfejszerű) orra közvetlen közelből elpusztítja az épületeket; lassabban, mint az önjáró ágyúk, de gyorsabban, mint akár a nehéztüzérség, akár a gyalogság. A falak és őrtornyok ellen a leghasznosabbak. Lehet, hogy középkori elveken alapul, de bizonyos civilizációknál – a birodalmiak és a gunganek – nagyon erőssé fejleszthető.
  6. Lovagok (Jedi/Sith): Harcra és az ellenséges egységek áttérítésére képesek. Rendkívül drágák (100 étel és fejlettségtől függően kb. 3-400 nova), de általában nehéz őket elpusztítani (erre használatosak a fejvadászok).
  7. Erődben gyártható egységek: Ezek a saját egységek, a már említett önjáró ágyúk, valamint a fejvadászok. A fejvadászok nagyon sok szénbe és élelembe (150-150) kerülő, igen erős harcosok, akik hatásosan pusztítják mind a gépjárműveket, mind a lovagokat. Drágaságuk mellett hátrányuk, hogy lassan tüzelnek. További előnyük viszont, hogy nem téríthetőek át. Végül a saját egységekről: ezek nyersanyagigénye és felhasználhatósága nagyon-nagyon eltérő. A birodalmiak saját egysége az ún. sötét gárdista. Ezek csak szénbe és élelembe kerülnek, valamivel többe, mint a barakkban gyártható rohamosztagosok. Nagyon erősen páncélozottak, így a gyalogságot ugyanolyan jól pusztítják, mint a gépjárművek. A kereskedelmiek saját egysége a droidika. Iszonyatosan drága, ez a legdrágább saját egység (150 novát és 50 szenet igényel), de gyorsan mozog és tüzel, és kikutatható önregeneráló személyi pajzzsal védett. Három-négy droidika, amelyet néhány gyalogos is véd, másodpercek alatt cafatokká lő egy húsz-harminc fős gyalogos és lovas sereget anélkül, hogy maguk számottevő kárt szenvednének. A lázadók saját egysége a T-47-es siklórepülő. Ez elég olcsó, bár hátránya pl. a birodalmiakkal szemben, hogy novát is igényel. Erejét tekintve a középmezőnyben van. Viszont a standard légierőhöz képest nagyon gyorsan legyártható és ahhoz képest olcsó légierőt jelent, ezáltal a lázadó civilizációt választó játékosoknak esélye van a légtér uralmára. A gunganek saját egysége a fambaa pajzshordozó. Ez szintén drága: tekintve, hogy fejlesztése és gyártása is orekristályt igényel, mondható a droidikák mellett a másik igen drága sajátegység-féleségnek. Ennek nincs támadóereje, de a hatósugarában tartózkodó egységek páncélzatát megkétszerezi (ez majdnem ugyanazt jelenti, mintha a sereg létszámát kétszerezné meg, hiszen amíg a támadók egyet lőnek, feleannyi kárt tudnak tenni, mint a pajzs által védett egységek). A naboo-iak saját egysége a legkevésbé hasznavehető az összes között: egy csak közelharcra jó lovas, amely ugyan kikutatható pajzzsal védhető, de ez a pajzs nem olyan erős, hogy túl nehezen elpusztíthatóvá tenné. Főleg a védekezni képtelen (tüzér- és faltörő stb.) járművek ellen lehet bevetni. A vukik saját egysége a "berszerker" nevű őrült harcos. Bár csak két kardpengével küzd, látszólagos komolytalanságához és relatíve alacsony árához képest igen hasznos egység. A gyalogosok nagyon könnyen lelövik, viszont ha "szóhoz jut", akkor gyorsan pusztítja mind a gépesített haderőket, mind az őrtornyokat és más épületeket, ráadásul majdnem ugyanolyan gyorsan mozog, mint a légierő.
  8. Egyéb egységek. Olyan egységek is vannak, amiket nem gyárthatunk le (szabályos módon) játék közben, de elérhetőek a küldetésépítőből. Ezek egy része easter egg-szerű, és különféle kódokkal is előhívható játék közben, mint Simon, a pusztító ewok. Az online nem gyártható egységek másik fontos típusa a hősök (heroes) csoportja. Ezek grafikai megjelenésükben hasonlítanak a közönséges egységekre, de különleges tulajdonságokkal rendelkeznek, például sokszorosára növelt támadó- vagy védekezőerővel (Luke, Darth Vader, Marsune Kapitány stb.). Ők megjelennek az egyes küldetésekben pl. a "Terminate the commander" típusú randommap-játékokban is. A harmadik csoportot a gaia-egységek jelentik (banthák és más vadállatok, tereptárgyak stb.). A negyedik csoportot a változatosság növelésére szánt, de nem chaet-szerű rejtett egységek jelentik, mint pl. a terraformáló épület, az élelemtár vagy az "atmoszféra központ" (egyes küldetésekben játszanak csak fontosabb szerepet).

## Egyéb jellemzők
A Battlegrounds nagyon sok, az AoE sorozatnál megismert jellemzővel rendelkezik, ezek egy része más stratégiai játékokban is megtalálható; más, sok tekintetben szintén tipikusnak tartott PC-s stratégiai játékból pedig hiányozhatnak. Ilyenek:

### Harc
Nagyjából ugyanúgy megy, mint az AoE sorozatban, csak kicsit modernebb fegyverekkel.

### Köd
Ugyanúgy működik, mint az AoE sorozatban.

### Gaia
A Battlegrounds, csakúgy, mint az AoE, tartalmaz egy rejtett vagy fiktív játékost, melyet Gaiának nevez. A küldetésszerkesztőben (scenario builder) rá kell kattintanunk, ha természeti erőforrásokat akarunk a térképbe építeni.

### Pop limit
Népességhatár, a legyártható összes egységek (az épületektől eltekintve, azok elméletileg korlátlanul építhetőek) számának felső határa. Ez az Age of Kings-hez hasonló és ahhoz hasonlóan is szabályozható: beállítható a játék elején a 25, 50, 75, 100, 125, 150, 175, 200 értékek valamelyikére. A legtöbb beépített küldetésben változtathatatlanul 75 a poplimit.

### Offline szabályozhatómesterséges intelligencia
Ez is nagyon hasonlóan működik az AoK-hez, a szkriptnyelv is gyakorlatilag ugyanaz ( ( defrule (<Feltételel 1>) (<Feltétel 2>) ... => (<Akció 1>) (<Akció 2>) ... ) szintaktikájú parancsokból álló, *.per kiterjesztésű textfájlokra épül), eltekintve persze az egységek, technológiák, és hasonló objektumok azonosítóitól.

### Lásd még
- Valós idejű stratégiai játék
- Age of Empires sorozat
- Star Wars: Commander